# Feirings kommun
Feirings kommun (norska: Feiring kommune) var en kommun i Akershus fylke i östra Norge. Kommunen omfattade den nordvästra delen av nuvarande Eidsvolls kommun, ett område på västra sidan av sjön Mjøsa och gränsade till Oppland fylke i nordväst samt Hedmark fylke i nordöst.  Byn Feiring utgjorde kommunens centralort.

## Administrativ historik
Feirings kommun upprättades den 1 januari 1870 genom utbrytning ur Hurdals kommun. Kommunen hade 1 253 invånare vid upprättandet.
Den 1 januari 1964 gick kommunen upp i Eidsvolls kommun. Kommunens hade då 945 invånare.